# Yucca brevifolia
Yucca brevifolia (numită și Joshua tree sau  "arborele lui Iosua" ) este o specie de arbore originară din sud vestul Americii de Nord din  California, Arizona, Utah, și Nevada. Crește izolat în Deșertul Mojave între 400-1.800 m altitudine și se dezvoltă bine 
în pajiștile din  "Queen Valley" și "Lost Horse Valley" din Parcul Național Joshua Tree, unde pot ajunge până la înălțimea de 13 m.

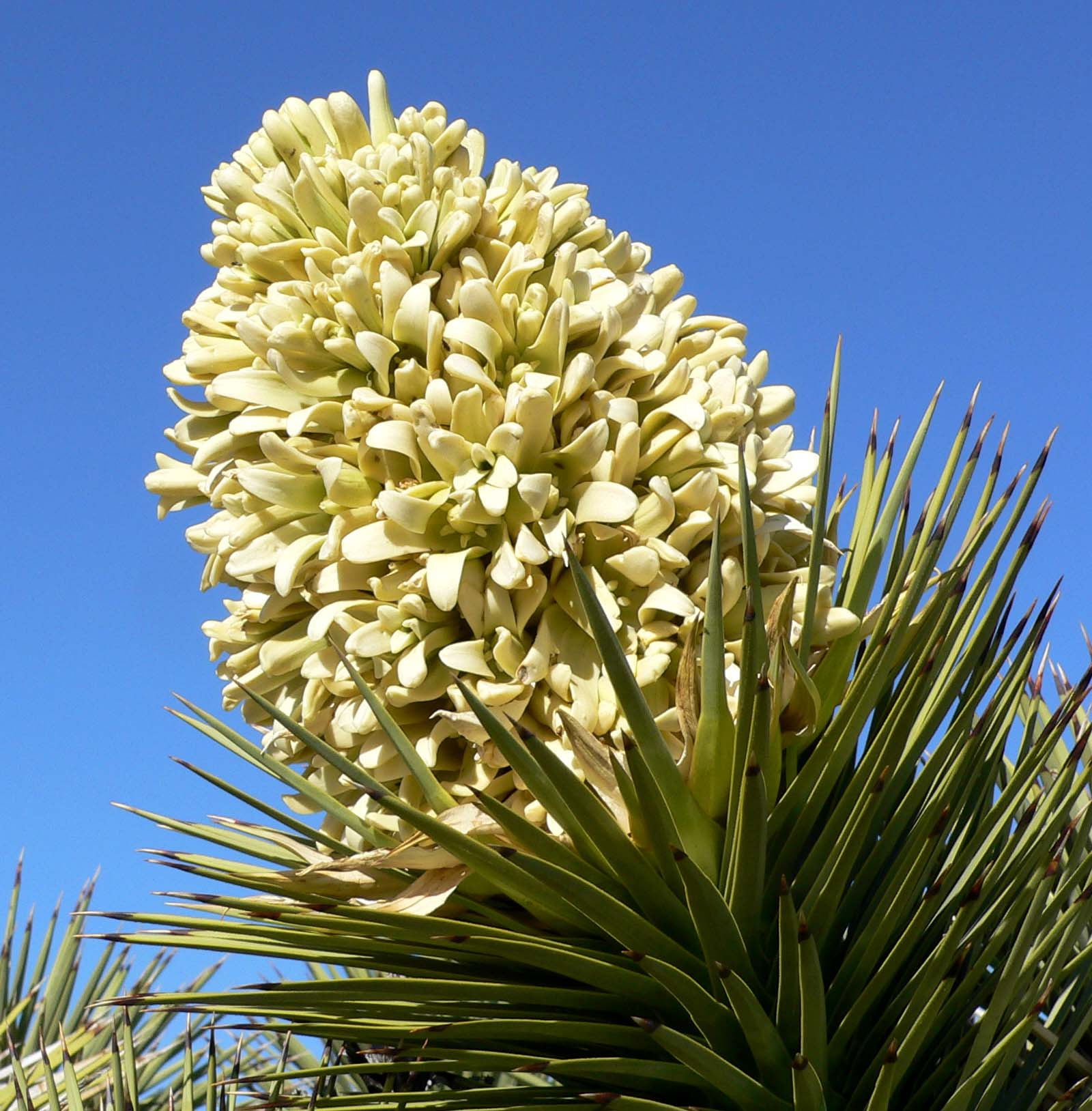

## Istoric
Numele Joshua tree a fost dat de un grup de mormoni care traversau deșertul Mojave la mijlocul secolului al XIX lea. Forma unică a arborelui le-a amintit istoria biblică în care Iosua Navi ridică mâinile către cer.

## Caracteristici
- Frunze verde închis, persistente, liniar-ascuțite, prelungite, 15 –35 cm lungime.
- Flori albe, campanulate, parfumate, în panicule mari, ramificate, piramidale, ramuri florifere erecte.
- Fruct, capsulă, semințe mari cu coajă subțire.

## Galerie imagini

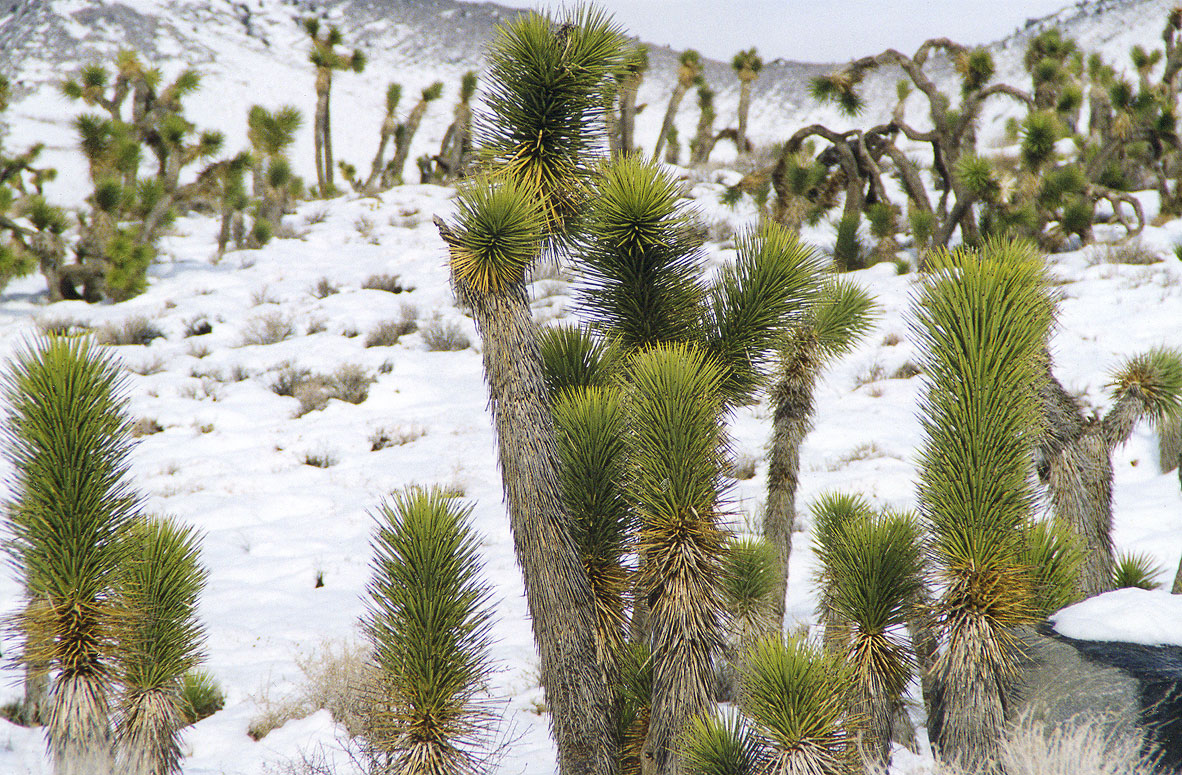
Joshua tree în California
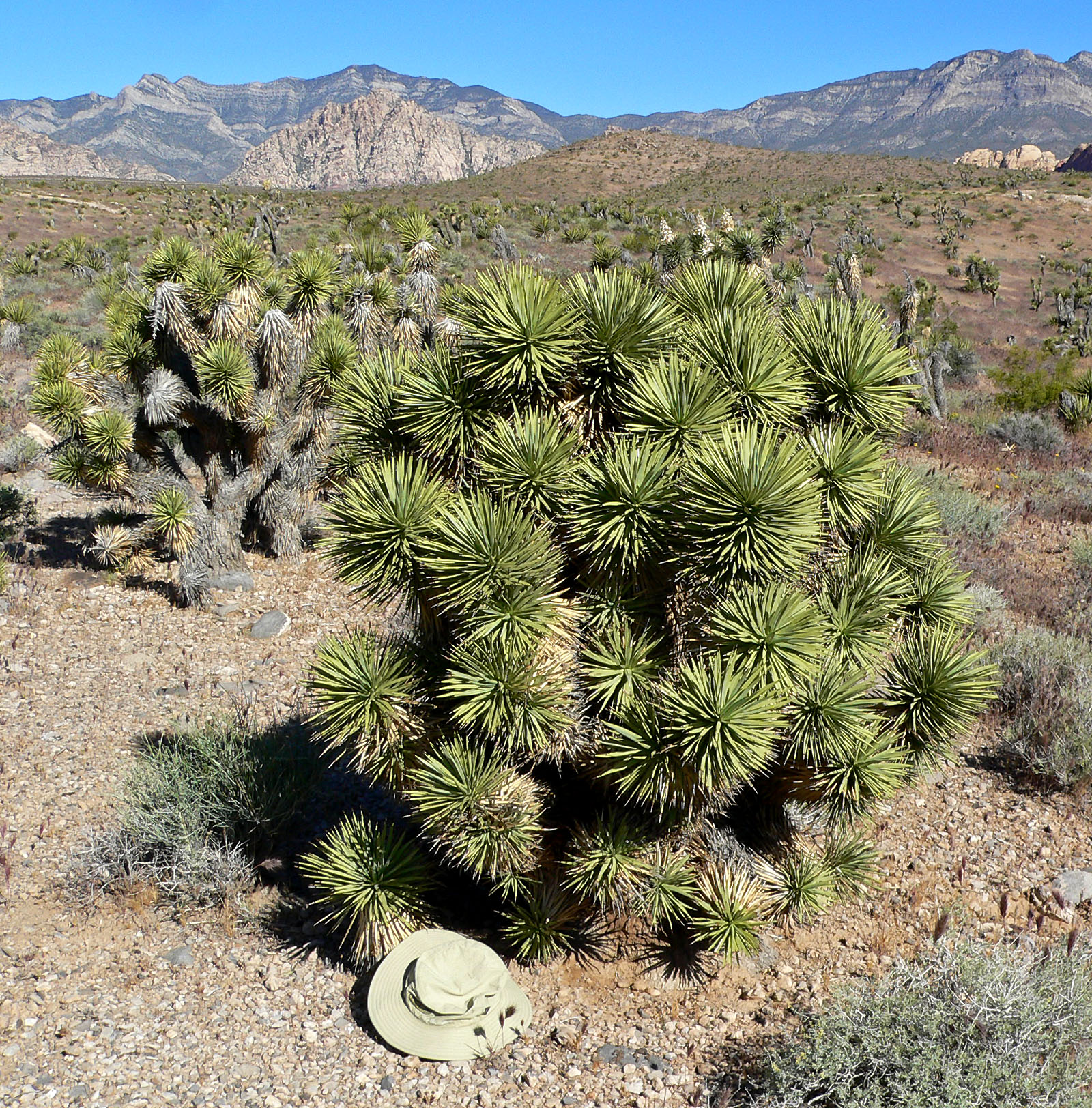
Tufiş de Yucca brevifolia
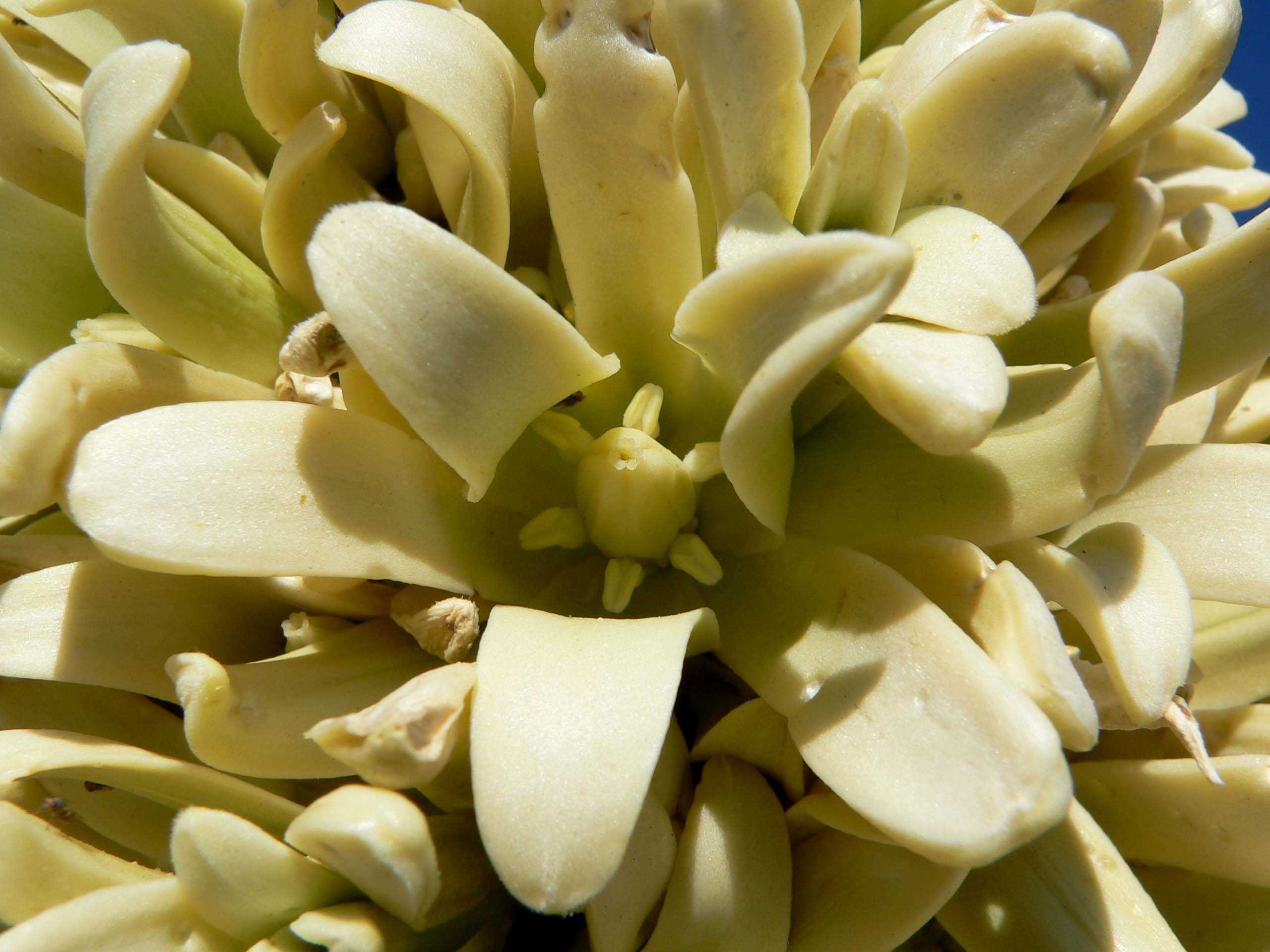
Floare
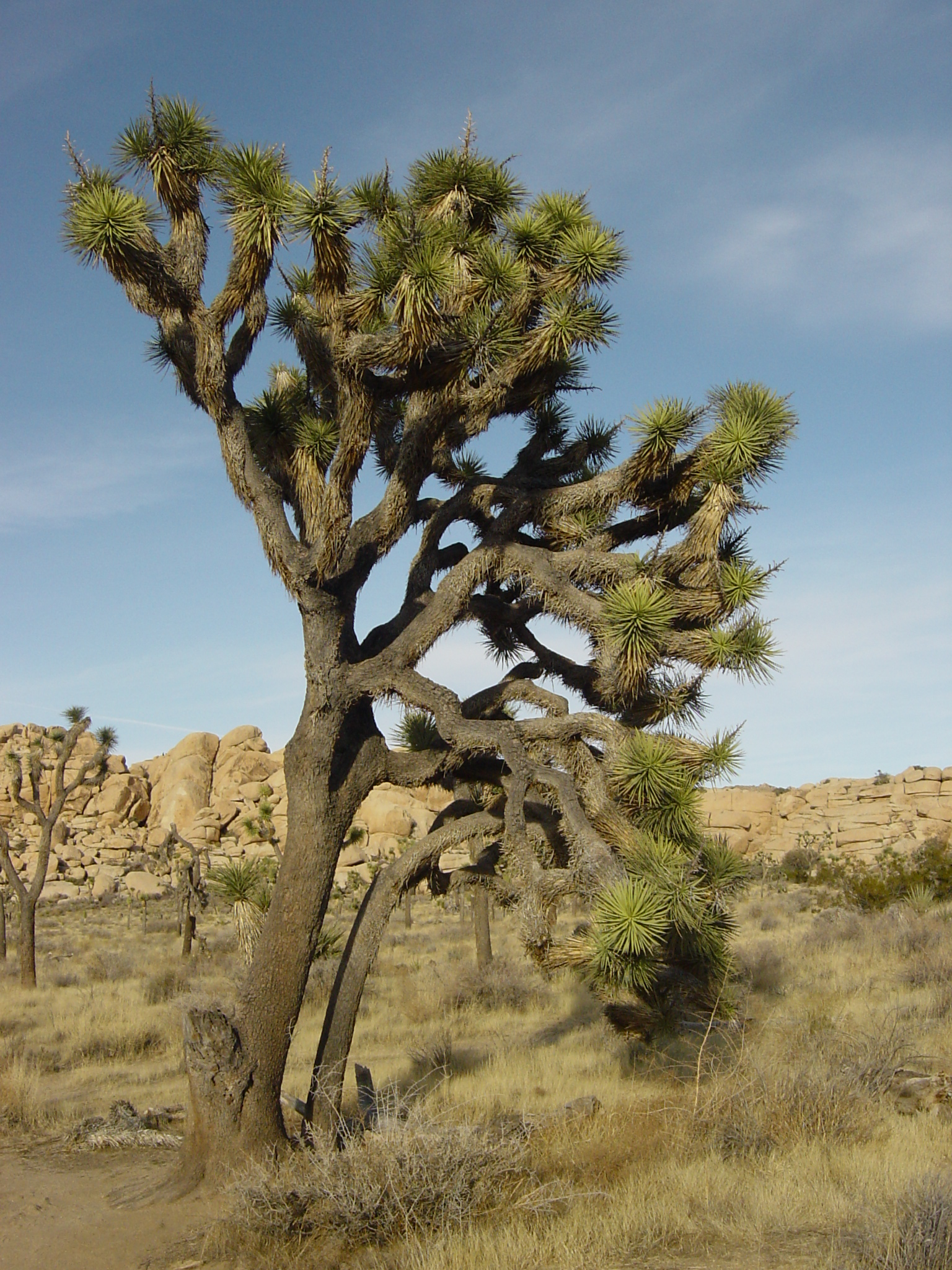
Joshua tree în Parcul Naţional Joshua Tree